# Liopropoma
Liopropoma là một chi cá biển thuộc phân họ Liopropomatinae trong Họ Cá mú (Serranidae).

## Các loài
Hiện có tất cả 31 loài được ghi nhận trong chi này:
- Liopropoma aberrans Poey, 1860
- Liopropoma africanum J. L. B. Smith, 1954 (African basslet)
- Liopropoma aragai J. E. Randall & L. R. Taylor, 1988
- Liopropoma aurora D. S. Jordan & Evermann,1903 (Yellowmargin basslet)
- Liopropoma carmabi J. E. Randall, 1963 (Candy basslet)
- Liopropoma collettei J. E. Randall & L. R. Taylor, 1988 (Collette's basslet)
- Liopropoma danae Kotthaus, 1970
- Liopropoma dorsoluteum Kon, Yoshino & Sakurai, 1999
- Liopropoma emanueli Wirtz & Schliewen, 2012 (Cape Verdes basslet)
- Liopropoma erythraeum J. E. Randall & L. R. Taylor, 1988
- Liopropoma eukrines Starck & Courtenay, 1962 (Wrasse bass)
- Liopropoma fasciatum W. A. Bussing, 1980 (Wrasse ass bass)
- Liopropoma flavidum J. E. Randall & L. R. Taylor, 1988
- Liopropoma incomptum J. E. Randall & L. R. Taylor, 1988 (Plain basslet)
- Liopropoma japonicum Döderlein (de), 1883
- Liopropoma latifasciatum S. Tanaka (I), 1922 (Blackstripe basslet)
- Liopropoma lemniscatum J. E. Randall & L. R. Taylor, 1988 (Ribbon basslet)
- Liopropoma longilepis Garman, 1899 (Scalyfin basslet)
- Liopropoma lunulatum Guichenot, 1863
- Liopropoma maculatum Döderlein (de), 1883
- Liopropoma mitratum Lubbock & J. E. Randall, 1978 (Pinstriped basslet)
- Liopropoma mowbrayi Woods & Kanazawa, 1951 (Cave bass)
- Liopropoma multilineatum J. E. Randall & L. R. Taylor, 1988 (Manyline perch)
- Liopropoma olneyi Baldwin & Johnson, 2014 (Yellow-spotted golden bass) [1]
- Liopropoma pallidum Fowler, 1938 (Pallid basslet)
- Liopropoma randalli Akhilesh, Bineesh & W. T. White, 2012
- Liopropoma rubre Poey, 1861 (Peppermint bass)
- Liopropoma santi Baldwin & D. R. Robertson, 2014 (Spot-tail golden bass) [2]
- Liopropoma susumi D. S. Jordan & Seale, 1906 (Meteor perch)
- Liopropoma swalesi Fowler & B. A. Bean, 1930 (Swales's basslet)
- Liopropoma tonstrinum J. E. Randall & L. R. Taylor, 1988

## Cá cảnh
Trong số các loài thuộc chi này có loài Liopropoma carmabi hay còn được gọi là Cá Candy Basslet là một loài cá cảnh có giá trị rất cao, chúng có giá lên đến 1.000 USD. Candy Basslet là loài cá nhỏ bé với màu sắc sặc sỡ nhất trong thế giới đại dương. Nó được tìm thấy tại các vùng biển Caribbean, chủ yếu là khu vực ngoài khơi vùng biển Curacao. Mặc dù rất khó để có thể bắt được loài cá này trong tự nhiên, vì chúng thường sống trong các dải san hô. Tuy nhiên chúng lại dễ thích nghi trong điều kiện nuôi với môi trường biển nhân tạo. Do đó mà có thể trong thời gian tới giá thành của loài cá cảnh này sẽ được giảm xuống.